# Västervik (stad)
Västervik is de hoofdstad van de gemeente Västervik in het landschap Småland en de provincie Kalmar län in Zweden. De plaats heeft 20694 inwoners (2005) en een oppervlakte van 1287 hectare.
Nabij Västervik staat de 335 meter hoge Fårhultsmast, een zendmast die wordt gebruikt voor FM- en televisie-uitzendingen en die tot de vier hoogste bouwwerken van Zweden behoort.

## Verkeer en vervoer
Bij de plaats lopen de E22 en Riksväg 40.
De stad ligt aan de Oostzee en heeft een haven.
In de stad zijn er twee stations aan de spoorlijn Linköping - Västervik en smalspoorlijn Hultsfred - Västervik.

## Panorama

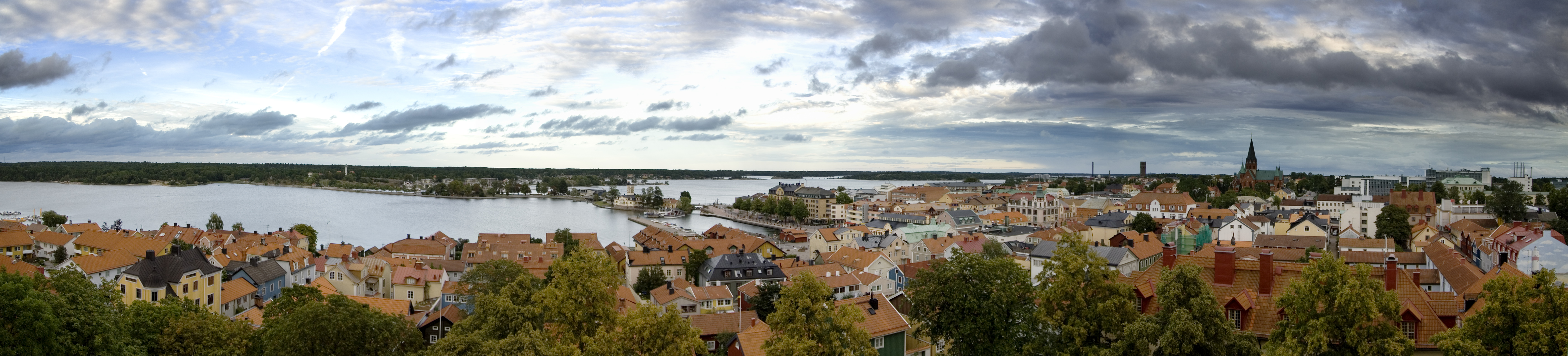
Een panoramafoto van Västervik

## Geboren in Västervik
- Stefan Edberg (1966), tennisser